# 九江兵备道
九江兵备道，是明朝江西下设的一个整饬兵备道，驻九江府（今九江市）。

## 沿革

### 早期设置
弘治十二年（1499年）八月，因“湖廣江西盜起，沿江亦有鹽徒為患”，兵部尚书马文升奏请增設江西按察司副使一員，專理九江、安慶、池州、建陽等府衞地方，整飭兵備。马文升的奏设被沈德符视为“整饬兵备之始”，事实上兵备道早于明宪宗成化年间即有设置，并且弘治时的兵备道废置频繁，无法视为定制。十月，监察御史陈铨上疏弹劾马文升徇私舞弊，指责其“徇沈暉之請，添設湖廣九永等處兵備僉事李宗泗，今又以歐鉦舊屬於腹裏地方，添設江西九江兵備副使，乞裁革此二處兵備，并黜鉦及文升等以正朋比之罪”。首任九江兵备副使歐鉦尚未上任，即被停止任命，改任知府。实际上明廷知晓九江在军事上的重要性，宜設兵備官，本来将由御史王鼎任职，马文升却举荐旧部歐鉦，因此遭到弹劾。
弘治十五年（1502年），马文升再次上奏，为保障南京，请增设江西按察司副使一員，常驻九江，整飭兵備，上界湖廣，下至建陽一帶衛所，俱聽提調，还指责此前革除九江兵备道的言官“诚非远虑”，强调“天下之兵備可有可無，而九江之兵備决不可無”。但明孝宗态度模糊，复设之议搁浅。
正德六年（1511年），因“盗起旁午，江南为甚，兼北寇出没江汉”，九江府知府李从正向总制都御史陈金提请，在九江设按察司宪臣一人，整饬兵务，将原驻九江的守备都指挥改驻安庆，获得批准。正德十五年（1520年），由于兵权分立且分处二地，战时指挥协调不力，九江兵备曹雷在宁王之乱中被击败，怠误事机，兵部奏请革除九江兵备，升安庆守备杨锐为副总兵官，移驻九江，鎮守九江、安慶等處地方。至此，武将替代文官统御九江军事系统。

### 成为定制
嘉靖元年（1522年），杨锐升都督佥事进京，江西廵按御史石金以“九江地衝多盜”为由，建议复设九江兵备副使，再将守備指揮移驻安庆。吏部、兵部商议后同意这一提议，升周广为江西按察司副使，整飭九江、安慶兵備。嘉靖二年（1523年），江西巡按御史程啟充奏请九江兵备兼节制湖广黄州府蘄州、兴国、广济、黄梅等州县，获得批准。嘉靖十五年（1536年），出于山川形便的考虑，江西巡抚秦钺奏请将分守饶南九江道下属的南康府建昌县、南昌府宁州、武宁县、靖安县、奉新县划归九江兵备。
嘉靖三十四年（1555年），为防御倭寇，明廷在应天巡抚下设置徽安宁池太兵备道，安庆又划归南直隶应天巡抚直辖的兵备道管辖。嘉靖三十七年（1558年），安庆守备黃佐被盗贼在江中杀害，南直隶巡按御史董鯤因此弹劾九江、安庆、池州等一干地方官员“守禦不嚴之罪”，并以“江防汗漫，守臣易于推諉”为由，奏请池州府与安庆守备俱听九江兵备道节制，获得明世宗批准。因“江贼”的动乱、朝廷经营地方的理念和官员的内部争斗，安庆与九江兵备道时隶时离，在操江都御史张卤及应天巡抚张佳胤的推动下，隆庆六年（1572年），明廷设立徽宁兵备道，南直隶下辖的安庆、池州最终自九江兵备辖区划出，由徽宁兵备道管辖。
万历后，南昌兵备道改驻宁州，原九江兵备道所辖南昌府各县成为南昌兵备道的辖区；饶州兵备道裁撤后，辖区划归九江兵备道。
康熙六年（1667年）七月，九江兵备道及九江分巡道（合称九江兵巡道）裁撤，康熙九年（1670年）复设兵巡道驻饶州府，雍正九年（1731年）增辖广信府，形成分巡饶广九南道。

## 职能
九江兵备道名义上向江西巡抚负责，分巡饶州府、南康府、九江府，管理兵备，督理南康湖防，提调上江船厂，统辖南直隶安庆卫，还兼制南直隶池州府与湖广黄州府所辖蘄州、兴国、广济、黄梅等州县。
九江兵备道以长江、鄱阳湖为辖区，相较于江西其他兵备道，九江不以缉捕陆上盗贼为主，而以缉捕“江湖水寇”为职责。因邻近南京，九江兵备道与苏松常镇兵备道同为南京防御体系中的首道防线，九江与苏松常镇的整个防区实际上以操江都御史为最高首长。

## 道台
| 姓名   | 籍贯         | 出身 | 就任时间             |
| ------ | ------------ | ---- | -------------------- |
| 周廷征 | 湖广麻城县   | 举人 | 正德六年（1511年）   |
| 冯显   | 直隶安肃县   | 进士 | 正德八年（1513年）   |
| 曹雷   | 山西平定州   | 进士 | 正德十三年（1518年） |
| 周广   | 南直隶太仓州 | 进士 | 嘉靖二年（1523年）   |
| 谢迪   | 浙江余姚县   | 进士 | 嘉靖三年（1524年）   |
| 何棐   | 南直隶泰兴县 | 进士 | 嘉靖五年（1526年）   |
| 陈桓   | 锦衣卫       | 进士 | 嘉靖七年（1528年）   |
| 秦钺   | 浙江慈谿县   | 进士 |                      |
| 刘可   | 河南罗山县   | 进士 |                      |
| 戴金   | 湖广汉川县   | 进士 |                      |
| 陈贵   | 顺天府       | 进士 |                      |
| 杨本仁 | 河南杞县     | 进士 |                      |
| 范钦   | 浙江鄞县     | 进士 |                      |
| 马森   | 南直隶怀宁县 | 进士 |                      |
| 陈公陞 | 福建闽县     | 进士 |                      |
| 陈洪濛 | 浙江仁和县   | 进士 |                      |
| 方濂   | 新城县       | 进士 |                      |
| 陶承学 | 浙江会稽县   | 进士 |                      |
| 陆州   | 浙江海宁县   | 进士 |                      |
| 张凤来 | 浙江秀水县   | 进士 |                      |
| 毛术   | 北直隶任县   | 进士 | 以上俱嘉靖年间       |
| 黄华   | 四川遂宁县   | 进士 |                      |
| 胡帛   | 四川垫江县   | 进士 |                      |
| 杨铨   | 南直隶华亭县 | 进士 |                      |
| 张岳   | 浙江余姚县   | 进士 |                      |
| 尙德恒 | 四川南充县   | 进士 | 以上俱隆庆年间       |
| 魏体明 | 福建福清县   | 进士 |                      |
| 萧遍   | 湖广沔阳县   | 进士 |                      |
| 王懋德 | 广东文昌县   | 进士 |                      |
| 施梦龙 | 南直隶无锡县 | 进士 |                      |
| 顾云程 | 南直隶常熟县 | 进士 |                      |
| 李一阳 | 南直隶丹徒县 | 进士 |                      |
| 陆梦熊 | 浙江余姚县   | 进士 |                      |
| 林文英 | 山东黄县     | 进士 |                      |
| 林欲厦 | 福建晋江县   | 进士 |                      |
| 陈九韶 | 浙江平湖县   | 进士 |                      |
| 余炶   | 浙江遂安县   | 进士 |                      |
| 葛寅亮 | 浙江钱塘县   | 进士 |                      |
| 潘之祥 | 南直隶婺源县 | 进士 |                      |
| 林宰   | 福建漳浦县   | 进士 | 以上俱万历年间       |
| 陆梦龙 | 浙江会稽县   | 进士 |                      |
| 舒其志 | 湖广广济县   | 进士 |                      |
| 李光春 | 浙江乐清县   | 进士 |                      |
| 梁应泽 | 顺天府       | 进士 |                      |
| 周应期 | 浙江永嘉县   | 进士 |                      |
| 应朝玉 | 浙江仁和县   | 进士 | 以上俱天启年间       |
| 王思任 | 浙江山阴县   | 进士 |                      |
| 邹忠允 | 南直隶武进县 | 进士 |                      |
| 谢云虬 | 广东香山县   | 进士 |                      |
| 祁逢吉 | 南直隶金坛县 | 进士 |                      |
| 黄承昊 | 浙江嘉善县   | 进士 |                      |
| 林梦官 | 福建漳浦县   | 进士 |                      |
| 叶士彦 | 南直隶巢县   | 进士 | 以上俱崇祯年间       |
| 黄澍   | 浙江钱塘县   | 进士 | 顺治二年（1645年）   |
| 唐廷彦 | 四川云阳县   | 举人 | 顺治三年（1646年）   |
| 薛桂   | 山西蒲州     | 举人 | 顺治五年（1648年）   |
| 李世铎 | 山东胶州     | 进士 | 顺治十六年（1659年） |
| 钱性朴 | 北直隶大兴县 | 进士 | 顺治十七年（1660年） |
| 蒋允修 | 南直隶宜兴县 | 进士 | 顺治十八年（1661年） |
| 王继文 | 满洲         | 官生 | 顺治十八年（1661年） |
| 蔡协吉 | 福建晋江县   | 官生 | 康熙四年（1665年）   |